# 3442 Yashin
3442 Yashin este un asteroid din centura principală, descoperit pe 2 octombrie 1978 de Liudmila Juravliova.